# Козлова, Ольга Олеговна
Ольга Олеговна Козлова (в девичестве — Симушина; 17 декабря 1969) — российская биатлонистка, бронзовый призёр чемпионата мира (1993), победительница и призёр этапов Кубка мира, чемпионка России по биатлону. 13-кратная чемпионка мира и трёхкратная победительница общего зачёта Кубка мира по арчери-биатлону. Мастер спорта России международного класса по биатлону, заслуженный мастер спорта России по арчери-биатлону.

## Биография
Тренеры — С. Д. Козлов, А. П. Андреев. Представляла город Москву и Химки, выступала за команду Вооружённых сил, некоторое время в конце 1990-х годов выступала за Саратов и Ханты-Мансийск.

### Биатлон
В сборной России выступала начиная с сезона 1992/93. Дебютировала в Кубке мира в январе 1993 года на этапе в Оберхофе, в индивидуальной гонке и спринте была пятой, а в эстафете стала победительницей вместе со Светланой Панютиной, Еленой Беловой и Анфисой Резцовой. Эта победа осталась единственной для спортсменки на этапах Кубка мира, но ещё неоднократно она была призёром в эстафетах. Лучший результат в личных видах показала в сезоне 1993/94 — третье место в спринте на этапе в Антерсельве.
Участвовала в чемпионате мира 1993 года в болгарском Боровце, в командной гонке была пятой, в индивидуальной — 16-й, а в эстафете вместе с Светланой Панютиной, Надеждой Талановой и Еленой Беловой завоевала бронзовые награды.
В 1994 году смогла отобраться в состав сборной России для участия в зимней Олимпиаде в Лиллехаммере.
В 1995 году стала чемпионкой России в командной гонке вместе с Н. Егоровой, М. Ивановой и Валентиной Шкурбало.

### Арчери-биатлон
С начала 2000-х годов выступала в международных соревнованиях по арчери-биатлону. Первым чемпионатом мира для спортсменки стал чемпионат 2001 года в Кубалонке, где она выиграла два золота — в масс-старте и эстафете, а в гонке преследования завоевала бронзу. В том же году на чемпионате Европы в Поклюке завоевала два золота и серебро.
Выступала на чемпионатах мира также в 2002, 2003, 2004, 2005 и 2007 годах. Всего завоевала 13 золотых медалей, 3 серебряных и 4 бронзовых, по количеству медалей считается самой успешной спортсменкой в этом виде спорта.
Трижды подряд, в 2003, 2004 и 2005 годах побеждала в общем зачёте Кубка мира по арчери-биатлону. В 2005 году также стала обладательницей малых кубков в спринте, гонке преследования и масс-старте.
Также становилась чемпионкой России по арчери-биатлону.

## Личная жизнь
Вышла замуж во второй половине 1990-х годов. В биатлоне выступала под фамилией Симушина, а в арчери-биатлоне — под фамилией Козлова.
Окончила Московский областной государственный институт физической культуры. По состоянию на середину 2010-х годов работает тренером-преподавателем в СШОР № 43 города Москвы.